# Apoloniusz
Apoloniusz – imię męskie pochodzenia greckiego. Wywodzi się od imienia greckiego boga Apollina. Nosili je między innymi grecki poeta żyjący w III wieku p.n.e. i matematyk Apoloniusz z Pergi. Istnieją liczni święci o tym imieniu (m.in. Ojcowie Kościoła Apoloniusz z Efezu i Apoloniusz senator). Jego żeńskim odpowiednikiem jest Apolonia.
Apoloniusz imieniny obchodzi 8 marca, 10 kwietnia, 18 kwietnia, 21 kwietnia, 7 lipca.
Znane osoby noszące imię Apoloniusz:
- Apoloniusz z Pergi – matematyk starożytnej Aleksandrii (obok Euklidesa i Archimedesa)
- Apoloniusz z Tiany – filozof starożytny
- Apollonios z Rodos – poeta grecki
- Apoloniusz Golik – generał polski
- Apoloniusz Kędzierski – malarz polski
- Apoloniusz Nieniewski – architekt polski
- Apoloniusz Tajner – trener skoczków narciarskich
- Apoloniusz Kostecki – prof. zw. dr hab., specjalista z zakresu prawa podatkowego, wieloletni wykładowca Uniwersytetu Jagiellońskiego w Krakowie, obecnie wykładowca Krakowskiej Akademii im. Andrzeja Frycza Modrzewskiego